# 葭ヶ浦温泉

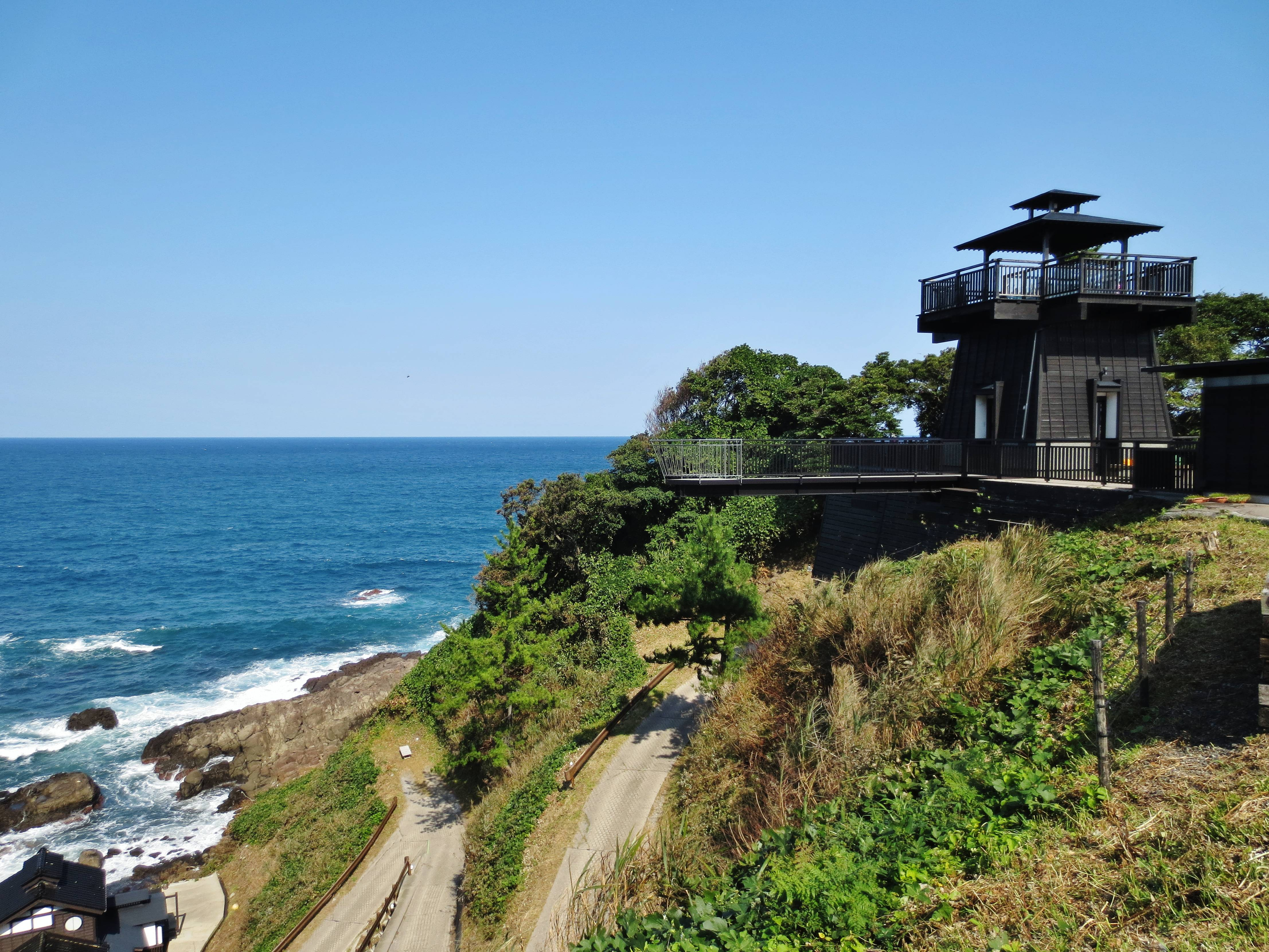
展望台

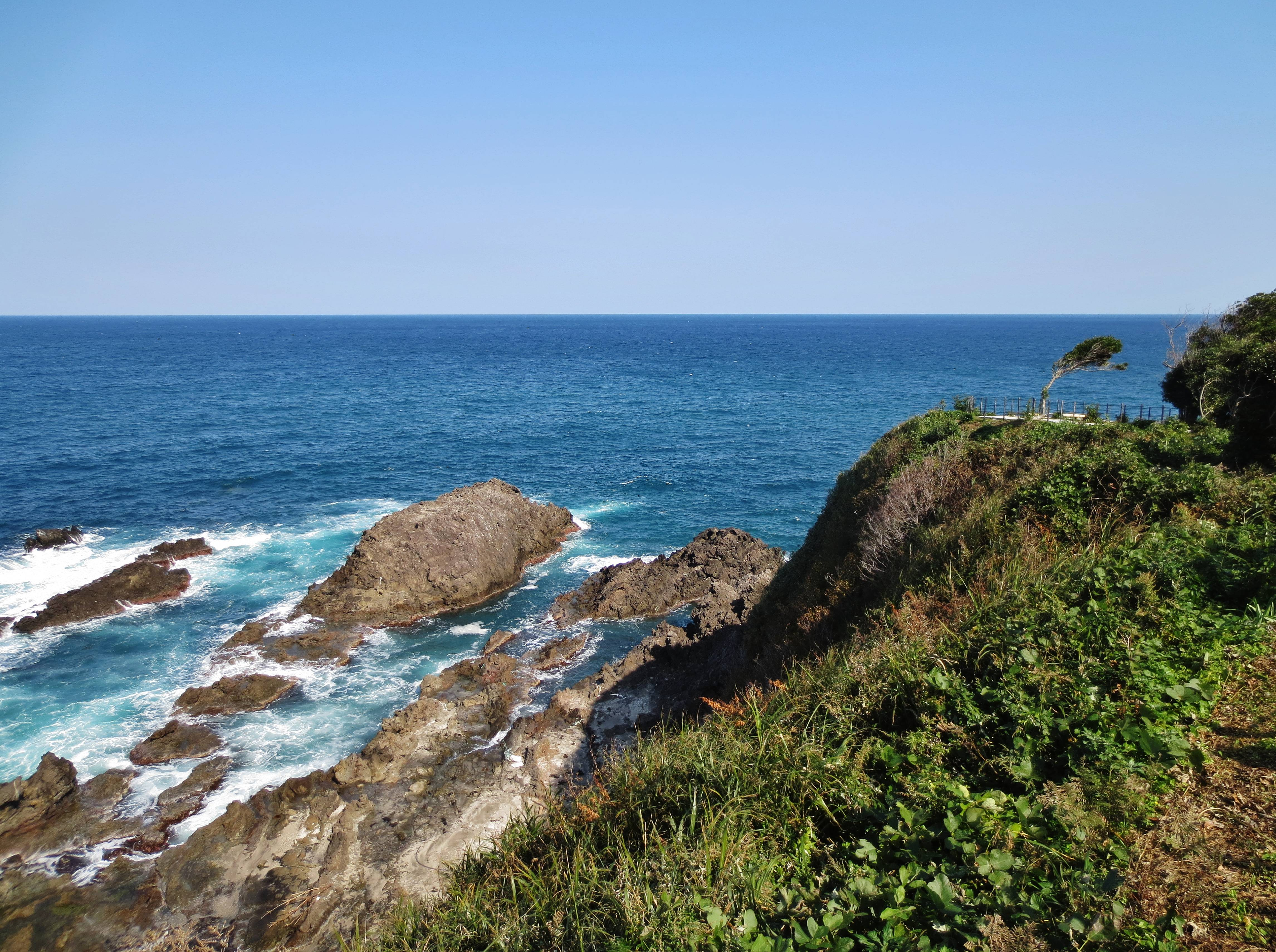
金剛崎

葭ヶ浦温泉（よしがうらおんせん、よしが浦温泉）は、石川県珠洲市三崎町寺家にある温泉。

## 泉質
- 泉質：塩化物泉[1]（ナトリウム-塩化物泉[3]）
- 源泉数：2[3]
- 源泉温度：15.1[4] - 20℃[3]
- 湧出量：12L/分[3]

## 温泉街
温泉宿「ランプの宿」（日本温泉協会会員）がある（一軒宿）。ランプの宿株式会社（珠洲市三崎町寺家10部11番地の2、法人番号：8220001016981）が所在する。
ランプの宿は天正5年（1577年）に廻船業として創業し、1889年（明治22年）に旅館を開業。マムシの毒や皮膚病の湯治場として地元客が利用していた。1968年（昭和43年）、能登半島国定公園の指定を機に、秘湯として知られるようになる。珠洲原子力発電所の立地予定地点であったが、計画中止を受けて広大な土地の買い戻しを行った。
周辺は富士山や長野県の分杭峠と並ぶ日本三大パワースポットの一つ「聖域の岬」として、海に臨む「空中展望台」や、青色にライトアップされた海蝕洞「青の洞窟」などが整備されている。

## 交通アクセス
公共交通機関
すずなり館前よりすずバス・狼煙飯田（海）ルートに乗車、「葭が浦」バス停留所にて下車、徒歩15分間。
自家用自動車
のと里山空港インターチェンジから珠洲道路、金沢市から自動車で3時間。50台駐車可能な駐車場がある。